# Астерикс: Галският герой
Астерикс: Галският герой (на френски: Astérix le Gaulois) е първият комикс албум от поредицата Астерикс, първоначално публикуван на части от 29 октомври 1959 г. до 14 юли 1960 г. във френското списание Пильот (от брой 1 до брой 38), издаден в еднотомно издание през 1961 г. по сценарий на Рене Госини и илюстрации от Албер Юдерзо. В класацията 100-те книги на 20 век според Монд от 1999 г., проведена от френската верига книжарници Фнак и парижкия вестник Монд, Астерикс: Галският герой е посочена като 23-та най-добра книга на 20-и век.

## Сюжет
Цяла Галия е покорена от римляните с изключение на едно малко селце, населено от несломимия гали, което все още не се е предало на неприятеля.
Центруионът Гай Хитреций, предводител на римския гарнизон в укрепения лагер на Галфониум, е много запален по откриването на тайната на свръхчовешка сила на галите. След като четирима войници са натупани от един човек - Астерикс - той изпраща като шпионин Калигула Дебелий, преоблечен като гал в селото. Шпионинът е разкрит, когато той губи фалшиви мустаци, но не и преди той открива съществуването на магически еликсир, произведена от друид Панорамикс. Той също така успява да пие отвара, след като се преструва, той трябва да се върна у дома, тъй като той твърди, че римляните го гонят. Калигула Дебелий докладва откритието си обратно на центуриона. Гай Хитриеций вярва, че с тази отвара, могат да свалят Юлий Цезар, и да стане император за себе си. Така че, той и заместник командир Марк Мухоморций нареждат залавянето на Панорамикс. Легионерите хващат жреца с помощта на яма. Той е измъчван от перо гъделичкащо го по краката му в продължение на часове, но не се предава.
Астерикс научава за залавянето на Панорамикс от местен човек, и успява да се промъкне в римския лагер, където Панорамикс е пленен. Астерикс и Панорамикс съчиняват схема в, който разиграват римляните за продуктите на вълшебната отвара, който те така жадуват. След като Панорамикс им сготвя отвара, която действа срещу косопад, брадите на римляните не спират да растат. Гай Хитреций моли нашите герой за противоотрвата. Астерикс на се съгласява, но Панорамис му казва, че е време да тръгват към селото. Двамата герой съставят „противоотровата“, Панорамикс дава на Астерикс истинска магическа отвара, с чиято помощ те се опитват да избягат.
Когато Панорамикс и Астерикс се опитват да избягат, те са спрени от огромна армия от римски подкрепления точно извън лагера и са заловени отново. Оказва се, че Юлий Цезар е начело на армията и проверка на състоянието на района. При срещата между Астерикс и Панорамикс, Цезар научава за намеренията Гай Хитреций. Като наказание, той изпраща Гай Хитреций и целия си гарнизон в Долна Монголия, където има варварски бунт и освобождава Астерикс и Панорамикс за даване на информация, като им напомня, че те все още са врагове.
Историята завършва с традиционното галско пиршество в селото.

## Герои
- Астерикс – галски воин
- Обеликс – галски разносвач на менхир и воин
- Панорамикс – галски друид
- Найдобрикс – вожд на галското село
- Всебезрикс – галски бард
- Ковачникс – галски ковач
- Юлий Цезар – римски пълководец (историческа личност)

## За албума
Страница 35 от албума не е нарисувана от Албер Юдерзо. Тъй като по време на печатането е изгубена, страницата е нарисувана отново от брата на Албер – Марсел.

## Адаптации
- Астерикс Галът, френско-белгийски анимационен филм от 1967 г., режисиран от Рей Гюсънс. Роже Карел и Жак Морел озвучават Астерикс и Обеликс съответно.
- Астерикс и Обеликс срещу Цезар, френско-италиано-германски филм от 1999 г., режисиран от Клод Зиди. Кристиан Клавие и Жерар Депардийо изиграват ролите на Астерикс и Обеликс съответно.

## В България
За първи път томът е издаден от Егмонт България през 1992 г. През 2013 г. е издаден от Артлайн Студиос, като се спазва хронологията на публикуване. Преводът е на Венелин Пройков.